# Дюран, Маргерит
Маргерит Шарлотта Дюран (фр. Marguerite Charlotte Durand; 24 января 1864, Париж — 16 марта 1936, там же) — французская театральная актриса, журналистка и феминистка; основательница газеты La Fronde.

## Биография
Маргерит Дюран родилась в 1864 году в Париже. Она была незаконнорождённой дочерью Анны-Александрины-Каролины Дюран. Анна-Каролина выросла в России, где её мать была придворной чтицей великой княгини Елены Павловны. Отцом Маргерит, вероятно, был полковник Альфред Буше. Маргерит посещала школу при монастыре, однако в 1879 году бросила учёбу ради театральной карьеры. Она училась актёрскому искусству в Парижской консерватории, а в 1882 году была принята в труппу Комеди Франсез. Её дебют состоялся в комедии Дюма «Полусвет»; впоследствии она сыграла ряд ролей в пьесах Мольера. Однако в 1888 (по другим источникам — в 1886) году Маргерит оставила сцену, выйдя замуж за Жоржа Лагерра, политического деятеля. Лагерр был сторонником буланжизма, и под его влиянием Дюран занялась журналистикой, став издателем печатного органа буланжистов — газеты La Presse.
В 1891 году Дюран рассталась с мужем и начала писать для Figaro. В 1896 году у неё родился сын Жак — незаконнорождённый, как и она сама, однако признанный своим отцом. Им был Антонен Перивье, заведовавший литературной частью Figaro.
В том же году, побывав, в качестве журналистки, на Международном женском конгрессе, Маргерит Дюран прониклась идеями феминизма и основала газету La Fronde, которую писали, редактировали, печатали и распространяли исключительно женщины. В ней освещались политические темы, печатались новости и информация с фондовой биржи. В период дела Дрейфуса La Fronde поддерживала дрейфусаров. На начальном этапе своего существования газета пользовалась огромной популярностью и издавалась тиражом 50 000 экземпляров. До сентября 1903 года она выходила ежедневно, затем — два раза в месяц, а в 1905 году прекратила своё существование.

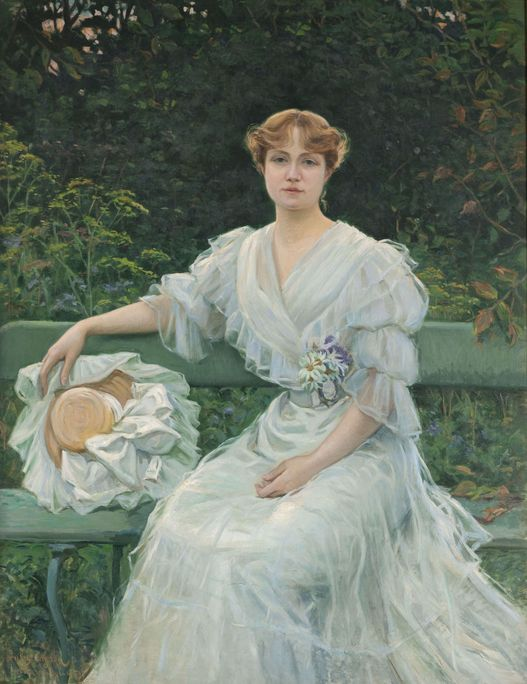
Жюль Кейрон. Портрет Маргерит Дюран. 1897

Вопреки сложившемуся стереотипу феминистки как некрасивой, мужеподобной и эксцентричной женщины, Дюран, сама отличавшаяся красотой, стремилась создать совершенно иной образ — женщины привлекательной и наделённой шармом, однако при этом независимой и свободной. Её деятельность по «эстетизизации» феминизма имела большое культурное влияние во Франции. Помимо издания «Фронды», Дюран собрала большую библиотеку феминистской литературы и в 1931 году передала всю документацию в дар городу Парижу. Таким образом возникла первая официальная феминистская библиотека, которой Дюран руководила до самой смерти и которая получила её имя.
Маргерит Дюран известна также тем, что в 1899 году основала, совместно с адвокатом Жоржем Армуа, кладбище животных в Аньере. Учредив Французское анонимное общество Кладбища для собак (Société Française Anonyme du Cimetière pour chiens), они выкупили у барона Бомоле часть принадлежавшего ему острова на Сене за мостом Клиши. Изначально планировалось создание колумбария и музея домашних животных, однако реализован был лишь сам некрополь. Впоследствии на этом кладбище была похоронена любимая лошадь самой Дюран.
Помимо La Fronde , Маргарита Дюран участвовала в создании в 1903 году антиклерикальной и социалистической ежедневной газеты L'Action совместно с Анри Беранже, журналистом La Dépêche de Toulouse, и Виктором Шарбоннелем, лишённым сана священником, директором антиклерикального еженедельника La Raison. Однако их сотрудничество не продлилось дольше 1905 года, поскольку Дюран не смогла ужиться с другими лидерами. 
В 1907 году она организовала конгресс женщин-работниц и попыталась основать Управление женского труда  с помощью своего друга Рене Вивиани, который стал министром труда в правительстве Клемансо. Однако из-за нехватки средств и сопротивления профсоюза Всеобщая конфедерация труда эта инициатива так и не заработала. В 1909 году она участвовала в создании новой газеты Les Nouvelles. Она принимала особое участие в кампании за избирательное право женщин, отстаивая право избирать и быть избранной, в русле чего выдвинула свою кандидатуру в 9-м округе Парижа, но она была отклонена префектом Сены. 
В 1914 году La Fronde вновь появилась в нескольких выпусках, в которых Дюран, ранее считавшая феминизм и пацифизм тесно связанными, призывала женщин участвовать в военных усилиях, утверждая, что обязанности, принятые на себя женщинами в отсутствие призванных на фронт мужчин, позволят им воспользоваться новыми правами. С мая 1926 по июль 1928 года она вновь пыталась возродить La Fronde (уже со смешанной, а не сугубо женской редакцией) в качестве органа Республиканско-социалистической партии, к которой она присоединилась и от которой баллотировалась на муниципальных выборах 1927 года.
Маргерит Дюран умерла в Париже в 1936 году и была похоронена на кладбище Батиньоль.